# Liste des journaux scientifiques en sciences de la Terre et de l'atmosphère

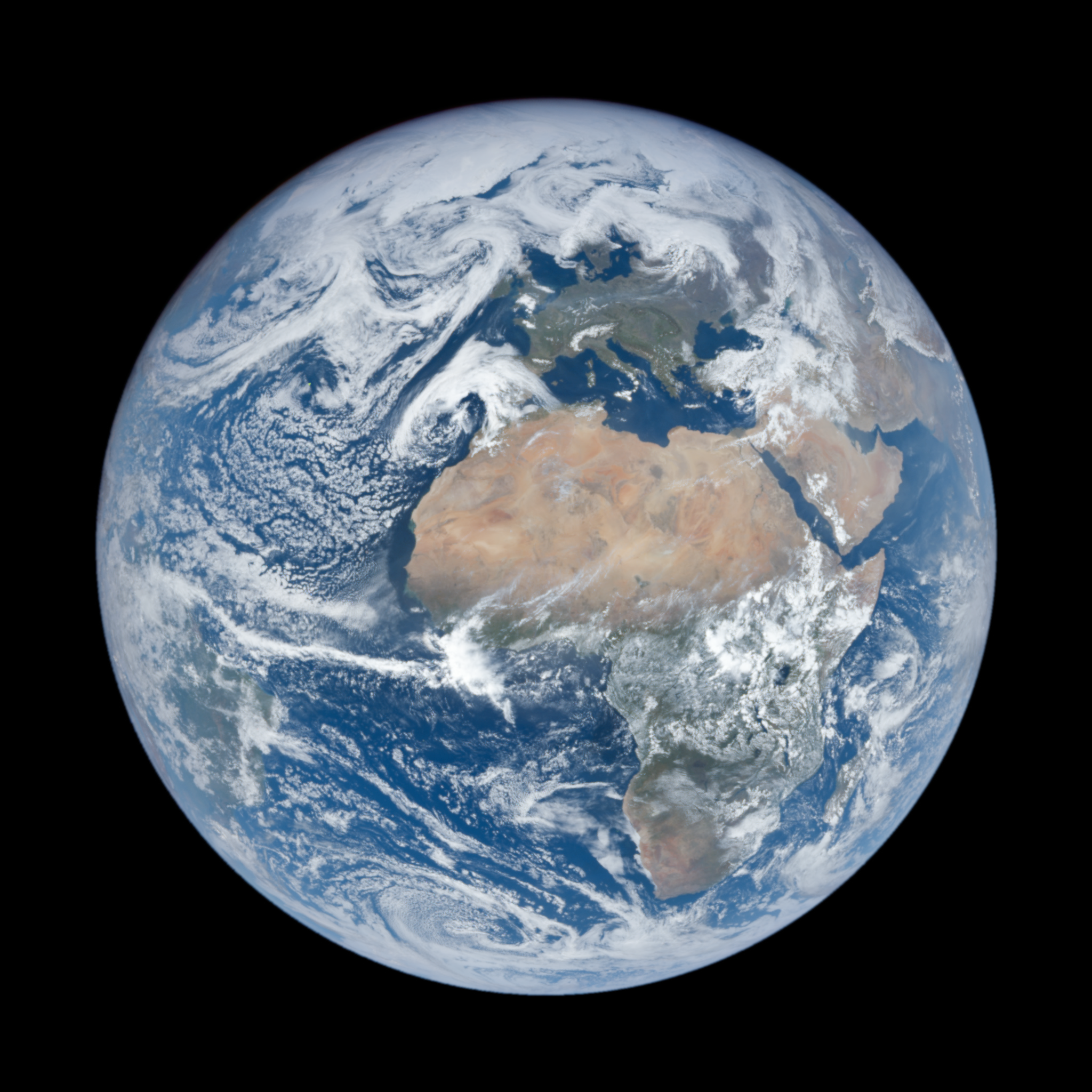
La Terre vue par l'instrument EPIC du satellite DSCOVR

Cette liste présente les revues scientifiques en sciences de la Terre et de l'atmosphère ainsi que dans les diverses sous-disciplines associées.

## Revues multi-disciplinaires
| Titre                                                                            | Titre abrégé          | Discipline                                                                                    | Période de publication | ISSN e-ISSN          | FI (ISI)    | Accès ouvert |
| -------------------------------------------------------------------------------- | --------------------- | --------------------------------------------------------------------------------------------- | ---------------------- | -------------------- | ----------- | ------------ |
| American Journal of Science                                                      | Am. J. Sci.           | Sciences de la Terre                                                                          | Depuis 1818            | 0002-9599, 1945-452X | 3.6 (2015)  |              |
| Cybergeo                                                                         | Cybergeo              | Géographie                                                                                    | Depuis 1996            | 1278-3366            | 0.3 (2023)  | Oui          |
| Earth Interactions                                                               | Earth Interact.       | Interactions entre l'atmosphère, l'hydrosphère, la biosphère, la cryosphère et la lithosphère | Depuis 1998            | 1087-3562            | 2 (2021)    | Oui          |
| Eos (Eos. Earth & Space Science News)                                            | Eos                   | Géophysique                                                                                   | Depuis 1920            | 0096-3941            | 4 (2023)    |              |
| Geografiska Annaler: Series A                                                    | Geogr. Ann. A         |                                                                                               |                        |                      |             |              |
| Geoscientific Model Development                                                  | Geosci. Model. Dev.   | Modèles numériques du système Terre                                                           | Depuis 2008            | 1991-962X, 1991-9603 | 4.0 (2023)  | Oui          |
| Global and Planetary Change                                                      | Global Planet. Change | Changements planétaires (toutes disciplines)                                                  |                        | 0921-8181, 1872-6364 | 4 (2023)    | Non          |
| Journal of Geosciences                                                           | J. Geosci.            | Sciences de la Terre                                                                          | Depuis 1956            | 1802-6222, 1803-1943 | 1.4 (2022)  | Oui          |
| Nature Climate Change                                                            | Nat. Clim. Change     | Climatologie                                                                                  | Depuis 2011            | 1758-678X, 1758-6798 | 30.3 (2023) |              |
| Nature Geoscience                                                                | Nat. Geosci.          | Sciences de la Terre                                                                          | Depuis 2008            | 1752-0894            | 15.7 (2023) |              |
| Open Geosciences                                                                 | Open Geosci.          | Sciences de la Terre                                                                          | Depuis 2009            | 2391-5447            | 1.7 (2023)  | Oui          |
| Quaternaire                                                                      | Quaternaire           | Sciences de la Terre durant le Quaternaire                                                    | Depuis 1964            | 1965-0795            | 0.6 (2020)  |              |
| Research in Marine Sciences                                                      | Res. Mar. Sci.        | Océanographie                                                                                 | Depuis 2016            | 2538-5542, 2538-2705 | 0.2 (2023)  |              |
| Revista Mexicana de Ciencias Geológicas                                          |                       |                                                                                               |                        |                      |             |              |
| Zeitschrift für Geologische Wissenschaften (Journal for the Geological Sciences) | Z. Geol. Wiss.        | Géologie                                                                                      | Depuis 1973            | 0303-4534            |             |              |

## Sciences atmosphériques
| Titre                                                    | Titre abrégé                       | Discipline                                              | Période de publication | ISSN e-ISSN          | FI (ISI)    | Accès ouvert            |
| -------------------------------------------------------- | ---------------------------------- | ------------------------------------------------------- | ---------------------- | -------------------- | ----------- | ----------------------- |
| Advances in Atmospheric Sciences                         | Adv. Atmos. Sci.                   |                                                         |                        | 1861-9533, 0256-1530 | 6.5 (2023)  |                         |
| Agricultural and Forest Meteorology                      | Agric. For. Meteorol.              | Agronomie, Foresterie, Sciences de l'atmosphère         |                        | 0168-1923            | 5.6 (2023)  |                         |
| Atmosphere (en)                                          | Atmosphere                         | Atmosphère terrestre                                    | Depuis 2010            | 2073-4433            | 2.5 (2023)  | Oui                     |
| Atmosphere-Ocean                                         | Atmos. Ocean                       | Météorologie et océanographie                           | Depuis 1979            | 1480-9214            | 1.6 (2023)  |                         |
| Atmospheric Chemistry and Physics                        | Atmos. Chem. Phys.                 | Atmosphère terrestre                                    | Depuis 2001            | 1680-7316, 1680-7367 | 7.2 (2021)  | Oui                     |
| Atmospheric Research (en)                                | Atmos. Res.                        | Sciences de l'atmosphère                                | Depuis 1986            | 0169-8095, 1873-2895 | 4.5 (2023)  |                         |
| Boundary-Layer Meteorology                               | Bound.-Layer Meteorol.             | Météorologie                                            | Depuis 1971            | 0006-8314, 1573-1472 | 2 (2017)    |                         |
| Bulletin of the American Meteorological Society          | Bull. Am. Meteorol. Soc.           | Météorologie                                            |                        | 1520-0477            | 6.3 (2023)  |                         |
| Climate Change                                           | Climate Change                     | Changement climatique                                   | Depuis 1977            | 0165-0009, 1573-1480 | 4.8 (2023)  | Partiel                 |
| Climate Dynamics                                         | Clim. Dynam.                       | Climatologie                                            | Depuis 1986            | 0930-7575, 1432-0894 | 3.8 (2023)  |                         |
| Climate Research                                         | Cimate Res.                        | Climatologie                                            | Depuis 1990            | 0936-577X, 1616-1572 | 1.2 (2023)  | Partiel                 |
| Climatic Change                                          | Climatic Change                    | Climatologie                                            | Depuis 1977            | 0165-0009, 1573-1480 | 4.8 (2023)  |                         |
| International Journal of Biometeorology                  | Int. J. Biometeorol                | Interactions entre biologie et météorologie             | Depuis 1957            | 1432-1254, 0020-7128 | 3 (2023)    |                         |
| Journal of Applied Meteorology and Climatology           | J. Appl. Meteorol. Climatol.       | Météorologie                                            | Depuis 1962            | 1558-8424, 1558-8432 | 2.6 (2023)  |                         |
| Journal of Atmospheric and Oceanic Technology            | J. Atmos. Ocean. Technol.          | Méthodologies d'étude de l'athmosphère et des océans    | Depuis 1984            | 0739-0572, 1520-0426 | 1.9 (2023)  |                         |
| Journal of Atmospheric and Solar-Terrestrial Physics     | J. Atmos. Sol.-Terr. Phy.          | Sciences de l'atmosphère                                | Depuis 1950            | 1364-6826            | 2.1 (2022)  |                         |
| Journal of the Atmospheric Sciences                      | J. Atmos. Sci.                     |                                                         | Depuis 1944            | 0022-4928, 1520-0469 | 3 (2023)    | 1 an après publication  |
| Journal of Climate                                       | J. Climate                         | Climatologie                                            | Depuis 1988            | 0894-8755, 1520-0442 | 4.8 (2023)  |                         |
| Journal of Geophysical Research: section D (Atmospheres) | J. Geophys. Res.-Atmos.            | Sciences de l'atmosphère                                |                        | 2169-897X, 2169-8996 | 3.8 (2023)  |                         |
| Journal of Hydrometeorology                              | J. Hydrometeorol.                  | Météorologie                                            | Depuis 2000            | 1525-755X, 1525-7541 | 3.1 (2023)  | 1 an après publication  |
| Meteorological Monographs                                | Meteor. Mon.                       | Météorologie                                            |                        | 0065-9401, 1943-3646 | 3.43 (2020) | 5 ans après publication |
| Meteorologische Zeitschrift                              | Meteorol. Z.                       |                                                         | Depuis 1866            | 0941-2948, 1610-1227 | 1.2 (2022)  | Oui                     |
| Monthly Weather Review                                   | Mon. Weather. Rev.                 | Météorologie                                            | Depuis 1872            | 0027-0644, 1520-0493 | 2.8 (2023)  | 1 an après publication  |
| National Weather Digest                                  | Natl. Weather Dig.                 | Météorologie                                            | 1976-2012              | 0271-1052            | Non calculé |                         |
| Quarterly Journal of the Royal Meteorological Society    | Q. J. R. Meteorol. Soc.            | Météorologie                                            | Depuis 1871            | 0035-9009, 1477-870X | 3 (2023)    |                         |
| Tellus. Series A: Dynamic Meteorology and Oceanography   | Tellus A: Dyn. Meteorol. Oceanogr. | Météorologie, océanographie                             | Depuis 1983            | 0280-6495, 1600-0870 | 1.7 (2023)  | Oui                     |
| Tellus. Series B: Chemical and Physical Meteorology      | Tellus B: Chem. Phys. Meteorol.    | Sciences de l'atmosphère                                | Depuis 1983            | 0280-6509, 1600-0889 | 2.8 (2016)  | Oui                     |
| Weather and Forecasting                                  | Weather Forecast.                  | Météorologie                                            | Depuis 1986            | 0882-8156, 1520-0434 | 3.0 (2023)  | 1 an après publication  |
| Research in Marine Sciences                              | Res. Mar. Sci                      | Océanographie, météorologie biologie marine, navigation | Depuis 2016            | 2538-5542, 2538-2705 | 0.2 (2023)  | Oui                     |

## Géochimie
| Titre                           | Titre abrégé             | Discipline                                      | Période de publication | ISSN e-ISSN | FI (ISI)   | Accès ouvert |
| ------------------------------- | ------------------------ | ----------------------------------------------- | ---------------------- | ----------- | ---------- | ------------ |
| Geochimica et Cosmochimica Acta | Geochim. Cosmochim. Acta | géochimie terrestre, météoritique et planétaire | Depuis 1950            | 0016-7037   | 4.5 (2023) |              |
| Organic Geochemistry            | Org. Geochem.            | Géochimie, Composés organiques                  | Depuis 1977            | 0146-6380   | 2.6 (2023) |              |
| Quaternary Geochronology (en)   | Quat. Geochronol.        | Géochronologie du Quaternaire                   | Depuis 2006            | 1871-1014   | 1.7 (2023) | Partiel      |

## Géologie
| Titre                                                                      | Titre abrégé                              | Discipline                                                 | Période de publication | ISSN e-ISSN          | FI (ISI)     | Accès ouvert                         |
| -------------------------------------------------------------------------- | ----------------------------------------- | ---------------------------------------------------------- | ---------------------- | -------------------- | ------------ | ------------------------------------ |
| Acta geographica Slovenica-Geografski zbornik                              | Acta Geogr. Slov.                         | Géographie                                                 | Depuis 1952            | 1581-6613, 1581-8314 | 1.3 (2019)   |                                      |
| Acta geologica hispanica                                                   | Acta Geol. Hisp.                          | Géologie                                                   | 1966-2002              | 0567-7505            | 1 (2015)     |                                      |
| Acta geologica polonica                                                    | Acta Geol. Pol.                           | Géologie                                                   | Depuis 1950            | 0001-5709            | 1.1 (2022)   |                                      |
| Acta Geologica Sinica                                                      | Acta Geol. Sin.-Engl.                     |                                                            |                        | 1755-6724            | 3.5 (2023)   |                                      |
| Albertiana                                                                 | Albertiana                                | Stratigraphie du Trias                                     | 1983-2021              |                      |              |                                      |
| Alcheringa                                                                 | Alcheringa                                | Paléontologie                                              | Depuis 1975            | 0311-5518, 1752-0754 | 1.2 (2023)   |                                      |
| Ameghiniana                                                                | Ameghiniana                               | Paléontologie                                              | Depuis 1957            | 0002-7014, 1851-8044 | 1.2 (2023)   |                                      |
| American Association of Petroleum Geologists Bulletin                      | AAPG Bull.                                | Géologie des réservoirs Stratigraphie                      | Depuis 1917            | 0149-1423 1558-9153  | 2,583        | Pas d'accès ouvert                   |
| American Mineralogist                                                      | Am. Mineral.                              | Minéralogie Pétrologie                                     | Depuis 1916            | 0003-004X 1945-3027  | 2,631        | Total entre 1916 et 1999             |
| Andean Geology (en)                                                        | Andean Geol.                              | géologie de l'Amérique du Sud.                             | Depuis 1974            | 0716-0208, 0717-618X | 0.9 (2023)   | Oui                                  |
| Annales de la Société géologique du Nord                                   |                                           | Géologie du Nord-Pas-de-Calais et de la Wallonie           | Depuis 1875            | 0767-7367            | Non calculé  | Total                                |
| Annales des Mines                                                          | Ann. Mines                                |                                                            | Depuis 1794            | 0295-4397            | 0.3 (2023)   |                                      |
| Annales Societatis Geologorum Poloniae,                                    | Ann. Soc. Geol. Pol.                      |                                                            |                        | 0208-9068            |              |                                      |
| Anuário do Instituto de Geociências                                        |                                           |                                                            |                        | 0101-9759            |              |                                      |
| Arabian Journal of Geosciences                                             | Arab. J. Geosci.                          | Géologie du Moyen-Orient et du bassin méditerranéen        | Depuis 2008            | 1866-7538            | 1.8 (2020)   |                                      |
| Atlantic Geology                                                           | Atl. Geol.                                | Géologie du Canada                                         | Depuis 1965            | 0843-5561, 1718-7885 | 1.2 (2023)   |                                      |
| Australian Journal of Earth Sciences                                       | Aust. J. Earth Sci.                       | Sciences de la Terre                                       | Depuis 1953            | 0251-7493            | 1.2 (2023)   |                                      |
| Beringeria                                                                 |                                           |                                                            |                        |                      |              |                                      |
| Boletin de la Sociedad Geologica del Peru                                  | Bol. Soc. geol. Perú                      |                                                            | Depuis 1925            | 0079-1091            |              |                                      |
| Boletin de la Sociedad Geologica Mexicana                                  | B. Soc. Geol. Mex.                        | Sciences de la Terre                                       | Depuis 1904            | 1405-3322            | 0.5 (2023)   |                                      |
| Bulletin de Géologie                                                       |                                           |                                                            |                        |                      |              |                                      |
| Bulletin de la Société belge de Géologie, de Paléontologie et d'Hydrologie | Bull. Soc. belge Géol., Paléont., Hydrol. |                                                            | 1887-1973              | 0037-8909            | N/A          |                                      |
| Bulletin de la Société géologique de France                                | B. Soc. geol. Fr.                         | Géologie de la France                                      | Depuis 1940            | 0037-9409 1777-5817  | 1.053        | Partiel avant 2017 Total depuis 2017 |
| Bulletin de la Société géologique de Normandie                             | Bull. Soc. Géol. Normandie                | Géologie de la France                                      | 1873 - 1923            |                      | Non calculé  |                                      |
| Bulletin of the Seismological Society of America                           | B. Seismol. Soc. Am.                      | Sismologie                                                 | Depuis 1911            | 0037-1106 1943-3573  | 2.289        | Pas d'accès ouvert                   |
| Bulletin of Volcanology                                                    | B. Volcanol.                              | Volcanologie                                               | Depuis 1922            | 0258-8900            | 3.6 (2023)   |                                      |
| Cadernos do Laboratorio xeolóxico de Laxe                                  | Cuad. Lab. Xe.                            | Géologie de la péninsule Ibérique                          |                        |                      |              |                                      |
| Cahiers géologiques                                                        |                                           | Sciences de la Terre                                       | 1950-2003              | 0008-0241            | N/A          | Non                                  |
| Revue canadienne des sciences de la Terre                                  | Can. J. Earth. Sci.                       | Sciences de la Terre                                       | Depuis 1964            | 0008-4077 1480-3313  | 1.3 (2023)   | Non                                  |
| Carnets de Géologie                                                        | Carnets Geol.                             | Stratigraphie Paléontologie                                | Depuis 2020            | 1634-0744            | 1.5 (2023)   | Oui                                  |
| Contributions to Mineralogy and Petrology                                  | Contrib. Mineral. Petr.                   | Minéralogie Pétrologie                                     | Depuis 1947            | 0010-7999 1432-0967  | 3.230        | Partiel                              |
| Cuadernos de geologia iberica                                              |                                           |                                                            |                        |                      |              |                                      |
| Cuaternario y Geomorfología                                                |                                           | Géomorphologie Géologie du Quaternaire                     |                        |                      |              |                                      |
| Earth and Planetary Science Letters                                        | Earth Planet. Sc. Lett.                   | Chimie et physique des planètes                            | Depuis 1966            | 0012-821X            | 4.8 (2023)   | Non                                  |
| Earth Surface Processes and Landforms                                      | Earth Surf. Proc. Land.                   | Géologie de surface de la terre, Géomorphologie            | 1976                   | 0197-9337, 1096-9837 | 2.8 (2023)   | Partiel                              |
| Earth Surface Dynamics                                                     | ESurf                                     | Géologie de surface de la terre                            |                        | 2196-632X            | 2.8 (2023)   | Oui                                  |
| Economic Geology                                                           | Econ. Geol.                               | Métallogénie                                               | Depuis 1905            | 0361-0128 1554-0774  | 3,3          | Partiel                              |
| Fieldiana Geology                                                          |                                           | Géologie                                                   | ? - 2010               | 0096-2651, 2162-4348 | 0.6 (2010)   |                                      |
| GeoArabia (en)                                                             | GeoArabia (en)                            | Géologie de l'Arabie                                       | 1996 – 2015            | 1025-6059            | N/A          | Non                                  |
| Géochronique                                                               |                                           | Sciences de la Terre                                       | Depuis 1996            | 0292-8477            |              | Non                                  |
| Geodiversitas                                                              | Geodiversitas                             | Bassins sédimentaires, paléontologie, paléoenvironnements. | Depuis 1997            | 1280-9659, 1638-9395 | 1.5 (2023)   | Oui                                  |
| Geoheritage                                                                | Geoheritage                               | Patrimoine géologique                                      | Depuis 2009            | 1867-2477, 1867-2485 | 2.3 (2023)   | Partiel                              |
| Geologia colombiana                                                        | Geol. Colomb.                             | Sciences de la Terre                                       | Depuis 1962            | 0072-0992, 2357-3767 | Non calculé  |                                      |
| Geologia croatica                                                          | Geol. Croat.                              | Géologie des Balkans et du Bassin méditerranéen            | Depuis 1911            | 1330-030X, 1333-4875 | 1.1 (2023)   |                                      |
| Geologia sudetica                                                          | Geol. Sudet.                              | Géologie des Sudètes                                       | 1964 - 2014            | 0072-100X            | 1.9 (2016)   |                                      |
| Geologica Acta                                                             | Geol. Acta                                | Sciences de la Terre                                       | Depuis 2003            | 1695-6133            | 1.3 (2023)   | Oui                                  |
| Geologica balcanica                                                        | Geol. Balc.                               | Géologie des Balkans                                       | Depuis 1934            | 0324-0894, 2535-1060 | 0.6 (2023)   | Oui                                  |
| Geologica bavarica                                                         | Geol. Bavar.                              |                                                            | Depuis 1949            | 0016-755X            | Non calculé  |                                      |
| Geologica belgica                                                          | Geol. Belg.                               | Géologie de la Belgique et de l'Afrique Centrale           | Depuis 1998            | 1374-8505, 2034-1954 | 1.2 (2023)   | Oui                                  |
| Geologica Carpathica                                                       | Geol. Carpath.                            | Géologie des Alpes, des Carpates et des Balkans            | Depuis 1950            | 1335-0552, 1336-8052 | 1 (2023)     |                                      |
| Geologica romana                                                           | Geol. Rom.                                |                                                            | 1962 - 2008            | 0435-3927            | N/A          |                                      |
| Geological Society of America Bulletin                                     | Geol. Soc. Am. Bull.                      | Sciences de la Terre                                       | Depuis 1890            | 0016-7606 1943-2674  | 3.970        | Partiel                              |
| Géologie méditerranéenne                                                   | Geol. Mediterr.                           | Géologie                                                   | 1974 - 2001            | 2613-2729            | Non calculé  |                                      |
| Geology                                                                    | Geology                                   | Géologie                                                   | Depuis 1973            | 0091-7613 1943-2682  | 5.006        | Partiel                              |
| Geophysical Journal International                                          | Geophys. J. Int.                          | Géologie, géophysique et sismologie                        | Depuis 1988            | 0956-540X, 1365-246X | 2.8 (2023)   | Non                                  |
| GFF                                                                        | GFF                                       | Géologie et Paléontologie                                  | Depuis 1872            | 0016-786X            | 1.2 (2023)   |                                      |
| Gondwana Research                                                          | Gondwana Res.                             | Géologie                                                   | Depuis 1997            | 1342-937X            | 6.478        | Partiel                              |
| Himalayan Geology                                                          | Himal. geol.                              | Géologie                                                   |                        | 0971-8966            | 1.1 (2023)   |                                      |
| International Journal of Earth Sciences,                                   | Int. J. Earth Sci.                        | Sciences de la Terre                                       | Depuis 1910            | 1437-3254 1437-3262  | 2,295        | Partiel                              |
| International Journal of Speleology                                        | Int. J. Speleol.                          | Spéléologie (biologie souterraine incluse)                 | Depuis 1978            | 0392-6672, 1827-806X | 1.3 (2023)   | Oui                                  |
| Israel Journal of Earth Sciences                                           | Israel J. Earth Sci.                      | Sciences de la Terre                                       | Depuis 1963            | 0021-2164            | 0.3 (2010)   | Non                                  |
| Journal of Applied Volcanology                                             | J Appl. Volcanol.                         | Volcanologie                                               | Depuis 2012            | 2191-5040            | 1.15 (2023)  | Oui                                  |
| Journal of African Earth Sciences                                          | J. Afr. Earth Sci.                        | Sciences de la Terre Géologie de l'Afrique                 | Depuis 1983            | 1463-343X            | 2,3 (2022)   | Partiel                              |
| Journal of Geodynamics                                                     | J. Geodyn.                                | Géodynamique                                               | Depuis 1984            | 0264-3707            | 2.813        | Partiel                              |
| Journal of the Geological Society                                          | J. Geol. Soc. London                      | Sciences de la Terre                                       | Depuis 1971            | 0016-7649 2041-479X  | 3,300        | Partiel                              |
| Journal of Geophysical Research Biogeosciences                             | J. Geophys. Res.-Biogeo.                  |                                                            | Depuis 2005            | 2169-8961            | 3,62         | Partiel                              |
| Journal of Geophysical Research Earth Surface                              | J. Geophys. Res.-Earth                    | Géomorphologie Pédologie                                   | Depuis 2003            | 2169-9011            | 4,25         | Partiel                              |
| Journal of Geophysical Research Solid Earth                                | J. Geophys. Res.-Sol. Ea.                 | Géologie Géophysique                                       | Depuis 1978            | 2169-9356            | 3,59         | Partiel                              |
| Journal of Mediterranean Earth Sciences                                    | J. Mediterr. Earth Sci.                   | Sciences de la Terre                                       | Depuis 2009            | 2037-2272, 2280-6148 | 0.73 (2022)  | Oui                                  |
| Journal of Metamorphic Geology                                             | J. Metamorph. Geol.                       | Pétrologie métamorphique                                   | Depuis 1983            | 1525-1314            | 4.182        | Partiel                              |
| Journal of Petrology                                                       | J. Petrol.                                | Pétrologie métamorphique et magmatique                     | Depuis 1960            | 0022-3530 1460-2415  | 3.380        | Partiel                              |
| Journal of Sedimentary Research                                            | J. Sediment. Res.                         | Sédimentologie                                             | Depuis 1931            | 1527-1404 1938-3681  | 2 (2023)     | Partiel                              |
| Journal of South American Earth Sciences                                   | J. S. Am. Earth Sci.                      | Géologie de l'Amérique du Sud                              | Depuis 2000            | 0895-9811            | 1,655        | Partiel                              |
| Journal of Structural Geology                                              | J. Struct. Geol.                          | Géologie structurale                                       | Depuis 1979            | 0191-8141            | 3.128        | Partiel                              |
| Journal of Volcanology and Geothermal Research                             | J. Volcanol. Geoth. Res.                  | Géothermie Volcanologie                                    | Depuis 1976            | 0377-0273            | 2.617        | Partiel                              |
| Journal of Volcanology and Seismology                                      | J. Volcanol. Seismol.                     | Sismologie Volcanologie                                    | Depuis 2007            | 0742-0463 1819-7108  | 0.810        | Pas d'accès ouvert                   |
| Karstologia                                                                |                                           | Karstologie Spéléologie                                    | Depuis 1983            | 0751-7688 2546-9002  | 0.067 (2023) | Total entre 1983 et 2012             |
| Meyniana                                                                   |                                           |                                                            |                        | 0076-7689            |              |                                      |
| Mineralium Deposita                                                        | Miner. Deposita                           | Métallogénie                                               | Depuis 1966            | 0026-4598 1432-1866  | 3.397        | Partiel                              |
| Minéraux et fossiles                                                       |                                           |                                                            |                        |                      |              |                                      |
| New Mexico Geology                                                         |                                           |                                                            |                        |                      |              |                                      |
| New Zealand Journal of Geology and Geophysics                              | New Zeal. J. Geol. Geop.                  | Sciences de la Terre                                       | Depuis 1958            | 0028-8306, 1175-8791 | 1.9 (2023)   | Partiel                              |
| Norwegian Journal of Geology                                               | Norw. J. Geol.                            | Sciences de la Terre                                       | Depuis 1905            | 0029-196X, 2387-5852 | 0.6 (2023)   | Oui                                  |
| Notebooks on Geology                                                       |                                           |                                                            |                        |                      |              |                                      |
| PALAIOS                                                                    | Palaios                                   | Sédimentologie Paléontologie                               | Depuis 1986            | 0883-1351 1938-5323  | 1.6 (2023)   | Partiel                              |
| Prace geologiczne                                                          |                                           |                                                            |                        |                      |              |                                      |
| Precambrian Research                                                       | Precambrian Res.                          | Géologie du Précambrien                                    | Depuis 1974            | 0301-9268            | 3.834        | Partiel                              |
| Quaternaire                                                                | Quaternaire                               | Géologie du Quaternaire                                    | Depuis 1964            | 1142-2904 1965-0795  | 0.614        | Total 2 ans après la publication     |
| Reviews in Mineralogy and Geochemistry                                     | Rev. Mineral. Geochm.                     | Géochimie Minéralogie                                      | Depuis 1980            | 1529-6466 1943-2666  | 8.745        | Partiel                              |
| Revista de la Asociación Geológica Argentina                               |                                           |                                                            |                        |                      |              |                                      |
| Revista geológica de Chile                                                 |                                           |                                                            |                        |                      |              |                                      |
| Revista Mexicana de Ciencias Geológicas                                    |                                           |                                                            |                        |                      |              |                                      |
| Revue roumaine de géologie / Romanian Journal of Geology                   | Rev. Roumaine Géol.                       | Géologie                                                   | Depuis 1957            | 1220-529X, 2285-9675 | 0.6 (2023)   |                                      |
| Scientia geologica sinica                                                  |                                           |                                                            |                        |                      |              |                                      |
| Scripta Geologica                                                          |                                           |                                                            |                        |                      |              |                                      |
| Sedimentary Geology                                                        | Sediment. Geol.                           | Sédimentologie                                             | Depuis 1967            | 0037-0738, 1879-0968 | 2.7 (2023)   | Partiel                              |
| Sedimentology                                                              | Sedimentology                             | Sédimentologie                                             |                        | 0037-0746, 1365-3091 | 2.6 (2023)   |                                      |
| Solid Earth                                                                | Solid Earth                               | Géologie                                                   | Depuis 2009            |                      | 2,380        | Total                                |
| South African Journal of Geology                                           |                                           | Géologie de l'Afrique du Sud                               | Depuis 1984            | 1012-0750 1996-8590  | 1.2 (2023)   | Partiel                              |
| Speleogenesis and Evolution of Karst Aquifers                              |                                           |                                                            |                        |                      |              |                                      |
| Studia geologica Polonica                                                  | Stud. Geol. Polon.                        | Géologie                                                   | Depuis 1958            | 0081-6426            | 1 (2015)     |                                      |
| Studia geologica salmenticensia                                            |                                           |                                                            |                        |                      |              |                                      |
| Studia Universitatis Babes-Bolyai, Geologia                                |                                           |                                                            |                        |                      |              |                                      |
| Tectonics                                                                  | Tectonics                                 | Géologie structurale Tectonique                            | Depuis 1982            | 1944-9194            | 3.980        | Partiel                              |
| Tectonophysics                                                             | Tectonophysics                            | Tectonique Géophysique                                     | Depuis 1964            | 0040-1951            | 2.764        | Partiel                              |
| The Canadian Mineralogist                                                  | Can. Mineral.                             | Minéralogie Pétrologie                                     | Depuis 1957            | 0008-4476 1499-1276  | 1.1 (2023)   | Pas d'accès ouvert                   |
| The Journal of Geology                                                     | J. Geol.                                  | Géologie                                                   | Depuis 1893            | 0022-1376 1537-5269  | 2.015        | Partiel                              |
| Trabajos de geologia                                                       |                                           |                                                            |                        |                      |              |                                      |
| Zeitschrift der Deutschen Geologischen Gesellschaft                        |                                           |                                                            |                        |                      |              |                                      |

## Géophysique
| Titre                                                             | Titre abrégé               | Discipline                                          | Période de publication | ISSN e-ISSN          | FI (ISI)    | Accès ouvert      |
| ----------------------------------------------------------------- | -------------------------- | --------------------------------------------------- | ---------------------- | -------------------- | ----------- | ----------------- |
| Annales Geophysicae                                               | Ann. Geophys.              | Géophysique terrestre et planétaire                 | Depuis 1983            | 0992-7689            | 1.9 (2022)  | Oui               |
| Astronomy & Geophysics (en)                                       | Astron. Geophys.           | Planétologie, Cosmologie, Astrophysique, Astronomie | Depuis 1997            | 1366-8781, 1468-4004 | 0.8 (2023)  | Hybride           |
| Geofísica Internacional                                           |                            |                                                     |                        |                      |             |                   |
| Geophysical Journal International                                 | Geophys. J. Int.           | Géophysique terrestre                               |                        | 1365-246X            | 2.8 (2023)  | Total depuis 2024 |
| Geophysical Research Letters                                      | Geophys. Res. Lett.        |                                                     |                        | 1944-8007            | 4.6 (2023)  | Total depuis 2023 |
| Geophysics                                                        | Geophysics                 | Géophysique                                         | Depuis 1936            | 0016-8033, 1942-2156 | 3.0 (2023)  | Partiel           |
| Journal of Geophysical Research                                   | J. Geophys. Res.           |                                                     | Depuis 1896            | 2156-2202            |             |                   |
| Journal of Geophysics and Engineering                             | J. Geophys. Eng.           | Géophysique et ingénierie                           | Depuis 2004            | 1742-2132, 1742-2140 | 1.6 (2023)  | Oui               |
| Pure and Applied Geophysics (en)                                  | Pure Appl. Geophys.        | Géophysique de la Terre et de l'Atmosphère          | Depuis 1939            | 0033-4553, 1420-9136 | 1.9 (2023)  | Hybride           |
| Physics of the Earth and Planetary Interiors                      | Phys. Earth Planet. Inter. | Géophysique, Géodésie                               | Depuis 1968            | 0031-9201            | 2.4 (2023)  |                   |
| Reviews of Geophysics                                             | Rev. Geophys.              | Géophysique                                         | Depuis 1963            | 8755-1209, 1944-9208 | 25.2 (2023) |                   |
| Surveys in Geophysics (précédemment intitulé Geophysical Surveys) |                            |                                                     |                        |                      |             |                   |
| Tectonophysics                                                    | Tectonophysics             |                                                     | Depuis 1964            | 0040-1951            | 3.66 (2021) |                   |

## Hydrologie
| Titre                       | Titre abrégé       | Discipline | Période de publication | ISSN e-ISSN          | FI (ISI)    | Accès ouvert |
| --------------------------- | ------------------ | ---------- | ---------------------- | -------------------- | ----------- | ------------ |
| Journal of Hydrology        | J. Hydrol.         | Hydrologie | Depuis 1963            | 0022-1694, 1879-2707 | 5.9 (2023)  | Partiel      |
| Water Research (en)         | Water Res.         | Hydrologie | Depuis 1967            | 0043-1354            | 13.4 (2021) | Partiel      |
| Water Research X            | Water Res. X       | Hydrologie | Depuis 2018            | 2589-9147            | 7.2 (2023)  | Oui          |
| Water Resources Research    | Water Resour. Res. |            |                        | 0043-1397            | 4.6 (2023)  |              |
| Research in Marine Sciences | Res. Mar. Cci.     |            |                        | 2538-5542            |             | Total        |

## Océanographie
| Titre                                                       | Titre abrégé                           | Discipline                                                                                      | Période de publication | ISSN e-ISSN          | FI (ISI)    | Accès ouvert |
| ----------------------------------------------------------- | -------------------------------------- | ----------------------------------------------------------------------------------------------- | ---------------------- | -------------------- | ----------- | ------------ |
| Annual Review of Marine Science                             | Annu. Rev. Mar. Sci.                   | Océanographie                                                                                   | Depuis 2009            | 1941-1405, 1941-0611 | 14.3 (2023) |              |
| Atmosphere-Ocean                                            | Atmos.-Ocean                           |                                                                                                 | Depuis 1978            | 1480-9214            | 1.6 (2023)  | Partiel      |
| Continental Shelf Research                                  | Cont. Shelf. Res.                      | Océanographie des environnements peu profonds (littoraux, estuaires, plateformes continentales) | Depuis 1982            | 0278-4343, 1873-6955 | 2.1 (2023)  | Partiel      |
| Deep Sea Research Part I: Oceanographic Research Papers     | Deep-Sea Res. I: Oceanogr. Res. Pap.   |                                                                                                 | Depuis 1953            | 0967-0637, 1879-0119 | 2.3 (2023)  |              |
| Deep Sea Research Part II: Topical Studies in Oceanography  | Deep-Sea Res. II: Top. Stud. Oceanogr. |                                                                                                 | Depuis 1953            | 0967-0645, 1879-0100 | 2.3 (2023)  |              |
| Journal of Geophysical Research: section C (Oceans)         | J. Geophys. Res-Oceans                 | Océanographie                                                                                   | Depuis 1980            | 2169-9275, 2169-9291 | 3.3 (2023)  |              |
| Journal of Marine Research                                  | J. Mar. Res.                           |                                                                                                 |                        |                      |             |              |
| Journal of Marine Systems                                   | J. Marine. Syst.                       |                                                                                                 |                        |                      |             |              |
| Journal of Physical Oceanography                            | J. Phys. Oceanogr.                     |                                                                                                 | Depuis 1971            | 0022-3670, 1520-0485 | 2.8 (2023)  |              |
| Ocean Modelling                                             | Ocean Model.                           | Océanographie                                                                                   | Depuis 1999            | 1463-5003            | 3.1 (2023)  |              |
| Ocean Science                                               | Ocean Sci.                             | Océanographie                                                                                   | Depuis 2005            | 1812-0784, 1812-0792 | 3.4 (2020)  | Oui          |
| Paleoceanography and Paleoclimatology (ex-Paleoceanography) | Paleoceanogr. Paleoclimatol.           | Océanographie et climatologie du Précambrien à l'époque moderne                                 | Depuis 1986            | 0883-8305, 1944-9186 | 3.9 (2021)  | Partiel      |
| Progress in Oceanography                                    | Prog. Oceanogr.                        | Océanographie                                                                                   | Depuis 1963            | 0079-6611            | 3.8 (2024)  |              |
| Research in Marine Sciences                                 |                                        |                                                                                                 |                        |                      |             |              |

## Autres
| Titre                 | Titre abrégé | Discipline                                   | Période de publication | ISSN e-ISSN          | FI (ISI)   | Accès ouvert |
| --------------------- | ------------ | -------------------------------------------- | ---------------------- | -------------------- | ---------- | ------------ |
| Episodes              | Episodes     | Toutes les disciplines liées aux géosciences | Depuis 1978            | 0705-3797, 2586-1298 | 3.1 (2023) | Oui          |
| Journal of Glaciology | J. Glaciol.  | Glaciologie                                  | Depuis 1947            | 0022-1430,1727-5652  | 2.8 (2023) |              |
| Basin Research        | Basin Res.   | Bassin sédimentaire, Tectonique des plaques  |                        | 1365-2117, 0950-091X | 2.8 (2023) |              |